# Liste der Flüsse in Québec
Die Liste der Flüsse in Québec nennt die Einzugsgebiete mit den dazugehörigen Flusssystemen und deren Zuflüssen.

## Einzugsgebiet der Hudson Bay
Flüsse zur Baie James (James Bay):
- Moose River (verläuft in Ontario) 
  - Abitibi River (verläuft in Ontario) 
    - Rivière La Sarre
- Rivière Harricana
  - Rivière Turgeon
- Rivière Missisicabi
- Rivière Nottaway
  - Rivière Waswanipi
  - Rivière Bell
  - Rivière Kitchigama
- Rivière Broadback
- Rivière Rupert
  - Rivière Nemiscau
  - Rivière Témiscamie
- Rivière Pontax
- Rivière Eastmain
  - Rivière Opinaca
- Rivière Conn
- Rivière du Vieux Comptoir
- Rivière du Peuplier
- Rivière Maquatua
- Rivière au Castor
- La Grande Rivière
  - Rivière Sakami
  - Rivière Kanaaupscow
- Rivière Piagochioui
- Rivière Roggan
  - Rivière Corbin
  - Rivière Anistuwach
- Rivière au Phoque

Flüsse zur (eigentlichen) Baie d’Hudson (Hudson Bay):
- Rivière Vauquelin
- Grande rivière de la Baleine
- Petite rivière de la Baleine
- Rivière à l’Eau Claire
- Rivière du Nord (Hudson Bay)
- Rivière Nastapoka
- Rivière Innuksuac
- Rivière Kogaluc
- Rivière de Puvirnituq
  - Rivière Decoumte
- Rivière Kovik

## Einzugsgebiet der Ungava-Bucht
- Rivière Arnaud
- Rivière aux Feuilles
  - Rivière Charpentier
- Rivière Koksoak
  - Rivière aux Mélèzes
    - Rivière Du Gué
      - Rivière Delay

  - Rivière Caniapiscau
    - Rivière Pons
    - Rivière Sérigny
- Rivière à la Baleine
  - Rivière Wheeler
- Rivière Marralik
- Rivière Tuttutuuq
- Rivière Qurlutuq
- Rivière George
- Rivière Barnoin
- Rivière Koroc
- Rivière Alluviaq

## Einzugsgebiet des Sankt-Lorenz-Stroms
- Sankt-Lorenz-Strom

- Ottawa River (Rivière des Outaouais)
  - Rivière Rigaud
  - Rivière du Nord (Ottawa River)
  - Rivière Rouge (Ottawa River)
    - Rivière Macaza
      - Rivière Jamet

  - Rivière Saumon
  - Rivière de la Petite Nation
  - Rivière Blanche (Ottawa River, Papineau)
  - Rivière du Lièvre
    - Rivière Mitchinamécus

  - Rivière Blanche (Ottawa River, Gatineau)
  - Rivière Gatineau
    - Rivière Kazabazua
    - Rivière Picanoc
    - Rivière Désert
      - Rivière de l’Aigle

    - Rivière d’Argent (Rivière Gatineau)
    - Rivière Notawassi
    - Rivière Chouart
    - Rivière du Canot
    - Rivière Bazin
    - Rivière Fortier
    - Rivière Gens de Terre
      - Rivière Wapus
      - Rivière Bélinge

  - Rivière Quyon
  - Rivière Coulonge
  - Rivière Noire (Ottawa River)
  - Rivière Schyan
  - Rivière Dumoine
    - Rivière Fildegrand

  - Rivière l’Ours
  - Rivière Kipawa
  - Rivière Lavallée
  - Rivière Petite Blanche
  - Rivière à la Loutre
    - Rivière Laverlochère
- Rivière Châteauguay
- Rivière de la Tortue
- Rivière des Prairies
  - Rivière des Mille Îles
  - Rivière L’Assomption
- Rivière Richelieu
- Rivière Bois-Blanc
- Rivière Maskinongé
- Rivière du Loup (Lac Saint-Pierre)
  - Rivière aux Écorces (Rivière du Loup)
- Rivière Yamaska
- Rivière Saint-François
  - Rivière Magog
  - Rivière Massawippi
- Rivière Nicolet
  - Rivière Nicolet Sud-Ouest
  - Rivière Bulstrode
  - Rivière Gosselin (Rivière Nicolet)
- Rivière Saint-Maurice
  - Rivière Matawin
  - Rivière Vermillon (Rivière Saint-Maurice)
  - Rivière Trenche
- Rivière Bécancour
  - Rivière Blanche (Rivière Bécancour, Saint-Rosaire)
  - Rivière Blanche (Rivière Bécancour, Saint-Wenceslas)
  - Rivière Bourbon
  - Rivière Noire (Rivière Bécancour)
- Rivière Champlain
  - Rivière à la Fourche
- Rivière Batiscan
- Rivière Sainte-Anne (de La Pérade)
  - Rivière Charest
- Rivière Sainte-Anne (du Nord)
- Rivière Jacques-Cartier
- Rivière Chaudière
- Rivière Etchemin
- Rivière Montmorency
- Rivière Boyer
- Rivière du Sud
- Rivière du Gouffre
- Rivière Malbaie
- Rivière du Loup (Sankt-Lorenz-Strom)
- Rivière Saguenay
  - Rivière Ashuapmushuan
  - Rivière Mistassini
    - Rivière Mistassibi

  - Rivière Péribonka
    - Rivière Manouane

  - Rivière des Aulnaies (Rivière Saguenay)
  - Rivière Métabetchouane
  - Rivière Ouiatchouan
- Rivière Betsiamites
- Rivière aux Outardes
- Rivière Manicouagan
  - Rivière Mouchalagane
  - Rivière Toulnustouc
- Rivière Matane

## Einzugsgebiet des Sankt-Lorenz-Golfs
Flüsse zum Sankt-Lorenz-Golf (Nordküste):
- Rivière Pentecôte
- Rivière Sainte-Marguerite
- Rivière Moisie
  - Rivière aux Pékans
- Rivière Manitou
- Rivière Sheldrake
- Rivière Magpie
- Rivière Saint-Jean (Minganie)
- Rivière Mingan
- Rivière Romaine
- Rivière Nabisipi
- Rivière Aguanish
- Rivière Natashquan
- Rivière Musquaro
- Rivière Olomane
- Rivière Étamamiou
- Rivière du Petit Mécatina
- Rivière Saint-Augustin
- Rivière Coxipi
- Rivière Saint-Paul
- Ruisseau des Belles Amours
- Rivière Brador

Flüsse zum Sankt-Lorenz-Golf (Südküste):
- Rivière Saint-Jean (Gaspé)
- Rivière Sainte-Anne (des Monts)
- Rivière Bonaventure
- Rivière Cascapédia
- Rivière Ristigouche
  - Rivière Matapédia
  - Rivière Patapédia

## Einzugsgebiet der Bay of Fundy
- Rivière Saint-Jean (Saint John River) (verläuft in New Brunswick und Maine) 
  - Rivière Saint-Jean Sud-Ouest
  - Rivière Daaquam
  - Big Black River (Saint John River) (Grande rivière Noire)
  - Saint Francis River (Rivière Saint-François)
  - Madawaska River (Rivière Madawaska)